# My Hero Academia-bind
My Hero Academia er en japanske mangaserie skrevet og illustreret af Kōhei Horikoshi. Historien foregår i en verden, hvor det meste af verdensbefolkningen har overmenneskelige evner kendt som "Træk". Hovedpersonen Izuku Midoriya er en teenagedreng, som blev født uden et Træk, på trods af hans livslange drøm om at være en superhelt, indtil han bliver kontaktet af All Might, ikke bare Japans, men verdens meste kendte helt såvel som Izukus barndomsidol, som vælger ham til at arve sit Træk "One For All" og hjælper med at få ham ind på den prestigefyldte skole for kommende superhelte.
My Hero Academia begyndte sin serialisering i mangamagasinet Weekly Shonen Jump den 7. juli 2014. Serien endte efter ti år den 5. august 2024. Alle dets individuelle kapitler er blevet samlet i 41 tankōbonbind, hvoraf det første blev udgivet den 4. november 2014. Seriens rettigheder blev i Danmark opkøbt af Forlaget Faraos Cigarer i samarbejde med Forlaget Fahrenheit, som udgav det første bind på dansk den 31. maj 2022.

## Bind
| 1. "Izuku Midoriya: Oprindelse" (緑谷出久：オリジン Midoriya Izuku: Orijin) 2. "Brølende Biceps" (うなれ筋肉 Unare Kinniku) 3. "Adgangseksamen" (入試 Nyūshi) 4. "Startlinjen" (スタート ライン Sutāto Rain) 5. "Smasher ind på skolen" (はりさけろ入学 Harisakero Nyūgaku) 6. "Hvad jeg kan indtil videre" (今 僕に出来ることを Ima, Boku ni Dekiru Koto o) 7. "Kostumeskift?" (服着よう？ Fuku Kiyō?) |

| 1. "Rage, You Damned Nerd" (猛れクソナード Takere Kuso Nādo) 2. "Deku vs. Kacchan" (デクvsかっちゃん) 3. "Breaking Bakugo" (折れろ爆豪 Orero Bakugō) 4. "Bakugo's Starting Line" (スタートライン、爆豪の。 Sutāto Rain, Bakugō no.) 5. "Yeah, Just Do Your Best, Ida!" (いいぞガンバレ飯田くん！ Ii zo Ganbare Iida-kun!) 6. "Rescue Training" (救助訓れ Kyūjo Kunre) 7. "Encounter with the Unknown" (未知との遭遇 Michi to no Sōgū) 8. "Vs." (ＶＳ Bui Esu) 9. "Know Your Enemies" (思い知れ敵 Omoishire Teki) 10. "Game Over" (ゲームオーバー Gēmu Ōbā) |

| 1. "Heltenes Modangreb" (逆襲のヒーローズ Gyakushū no Hīrōzu) 2. "All Might" (オールマイト Ōru Maito) 3. "Proffernes Verden" (プロの世界 Puro no Sekai) 4. "I Hvert af Vore Hjerter" (各々の胸に Onoono no Mune ni) 5. "Det er planen, Ochaco" (そういうことねお茶子さん Sōiu Koto ne Ochako-san) 6. "Den Brølende Sportsfestival" (うなれ体育祭 Unare Taiikusai) 7. "Vild Sprint og Knockdown" (駆け上がれ蹴落として Kakeagare Keotoshite) 8. "På Deres Egen Måde" (みんな個性的でいいね Minna Kosei-teki de Ii ne) 9. "I Hælene på Lederen" (立て追われる身 Esu-tate Owareru Mi) |

| 1. "Jordrystende skæbnesvangre forhandlinger" (天下分け目の交渉時間 Tenkawakeme no Kōshō Jikan) 2. "Strats, strats, strats" (策策策 Saku Saku Saku) 3. "Uvidende" (知られてない Shiraretenai) 4. "Kavalerikamp finale" (騎馬戦決着 Kibasen Kecchaku) 5. "Drengen født med det hele" (すべてを持って生まれた男の子 Subete o Motte Urarete Otoko no Ko) 6. "Smil, prins af Nonsensland!" (笑え！ノンセンス界のプリンス Warae! Nonsensu-kai no Purinsu) 7. "Shinsos situation" (心操くんの無情 Shinsō-kun no Mujō) 8. "Sejr eller nederlag" (勝ち負け Kachimake) 9. "Kæmp videre, udfordrere!" (奮え！チャレンジャー Furue! Charenjā) |

| 1. "Bakugo vs. Uraraka" (爆豪ＶＳ麗日 Bakugō VS Uraraka) 2. "Midoriya og Endeavor" (緑谷とエンデヴァー Midoriya to Endevā) 3. "Todoroki vs. Midoriya" (轟ＶＳ緑谷 Todoroki VS Midoriya) 4. "Shoto Todoroki: Oprindelse" (轟焦凍：オリジン Todoroki Shōto: Origin) 5. "Frigørelse" (親離れ Oya Hanare) 6. "Kæmpe videre, Ida" (飯田くんファイト Īda-kun Faito) 7. "Tid til finalekampen" (いざ決勝 Iza Kesshō) 8. "Todoroki vs. Bakugo" (轟ＶＳ爆豪 Todoroki VS Bakugō) 9. "En afslappende fridag" (休め振替休日 Yasume Furikae Kyūjitsu) |

| 1. "Tid til at Vælge Nogle Navne" (名前をつけてみようの会 Namae o Tsukete Miyou no Kai) 2. "Bizart! Gran Torino dukker op" (怪奇！グラントリノ現る Kaiki! Gurantorino Arawaru) 3. "Modgang" (蠢く Ugomeku) 4. "At Få Styr På Det" (掴めコツ Tsukame Kotsu) 5. "Midoriya og Shigaraki" (緑谷と死柄木 Midoriya to Shigaraki) 6. "Nak dem" (ぶっ殺す Bukkorosu) 7. "Nej, Stop Så, Ida" (だめだやめとけ飯田くん Dameda Yametoke Īda-kun) 8. "Heltedræberen Stain Vs. U.A.-elever" (ヒーロー殺しステインVS雄英生徒 Hīrō-goroshi Sutein VS Yū Ei Seito) 9. "Fra Todoroki til Ida" (轟から飯田へ Todoroki kara Īda e) |

| 1. "Re: Ingenium" (Reインゲニウム Ri-Ingeniumu) 2. "Konklusion?!" (終局？ Shūkyoku?) 3. "Konklusion" (終局 Kecchaku) 4. "Efterspillet af Heltedræberen Stain" (「ヒーロー殺しステイン」その余波 "Hīrō-goroshi Sutein"—Sono Yoha) 5. "Praktikopholdene Afsluttes" (職場体験を終えて Shokuba Taiken wo Oete) 6. "Hør Efter!! En Fortælling fra Fortiden" (知れ!!昔の話 Shire!! Mukashi no Hanashi) 7. "Udrustning til Eksaminerne" (備えろ期末テスト Sonaero Kimatsu Tesuto) 8. "Den Værste Kombi" (最悪のふたり Saiaku no Futari) 9. "Katsuki Bakugo: Oprindelse" (爆豪勝己：オリジン Bakugō Katsuki: Origin) |

| 1. "Yaoyorozus Oprejsning" (八百万：ライジング Yaoyorozu: Raijingu) 2. "Den Forhåndenværende Opgave" (課題ズ Kadaizu) 3. "Væg" (壁 Kabe) 4. "Midoriyass Observationer" (緑谷のクラス観察記 Midoriya no Kurasu Kansatsu-ki) 5. "At Ridse I Lakken" (むけろ一皮 Mukero Hitokawa) 6. "Et Pludseligt Møde" (エンカウンター Enkauntā) 7. "Interview med Midoriya" (インタビューウィズ緑谷 Intabyū Wizu Midoriya) 8. "De vilde, vilde, Pussycats" (ワイルドワイルドプッシーキャッツ Wairudo Wairudo Pusshīkyattsu) 9. "Kota" (洸汰くん Kōta-kun) |

| 1. "Dag To" (二日目 Futsukame) 2. "Godaften" (グッドイブニング Guddo Ibuningu) 3. "Røgsignal" (狼煙 Noroshi) 4. "Sæt Livet På Spil, Helt!" (賭せ! ヒーロー Tose! Hīrō) 5. "Min Helt" (僕のヒーロー Boku no Hīrō) 6. "Det Er Okay" (いいよ Ī yo) 7. "Hvirvlende Kaos" (混乱渦巻き Konran Uzumaki) 8. "Vis hvem der bestemmer, Iron Fist!!!" (ブチ込む鉄拳!!!! Buchikomu Tekken!!!!) 9. "Etableringen af Bakugos Bodyguard Brigade" (発足爆豪護衛部隊 Hossoku Bakugō Goei Butai) |

| 1. "En Bragende Omvæltning" (がなる風雲急 Ganaru Fūunkyū) 2. "Sikke et Tvist!" (転転転! Tententen!) 3. "Nederlag" (敗け Make) 4. "Fra Ida til Midoriya" (飯田から緑谷へ Īda kara Midoriya e) 5. "Ikke Andet end Tåber" (バカばっか Baka Bakka) 6. "Før Stormen" (嵐の前 Arashi no Mae) 7. "Sammenstød" (ゲキトツ Gekitotsu) 8. "All For One" (オール・フォー・ワン Ōru Fō Wan) 9. "Alle for en bestemt Én" (全ては1人の為に Subete wa Hitori no Tame ni) |

| 1. "Ræk Ud" (手を Te o) 2. "Fredssymbol" (平和の象徴 Heiwa no Shōchō) 3. "One For All" (ワン・フォー・オール Wan Fō Ōru) 4. "One For All's Glød" (残り火ワンフォーオール Nokoribi Wan Fō Ōru) 5. "Fra Lærer til Discipel" (師弟のメッセージ Shitei no Messēji) 6. "Begyndelsens Slutning, Slutningens Begyndelse" (始まりの終わり 終わりの始まり Hajimari no Owari Owari no Hajimari) 7. "Hjemmebesøg" (家庭訪問 Kazoku Hōmon) 8. "Sig Det, som Det Er, Mor" (ガツンと言うからお母さん Gatsun to Iukara Okāsan) 9. "Indkvartering på Kollegiet" (入れ寮 Haireryō) 10. "Farvel Tocifrede Kapitler, Goddag Trecifrede" (さよなら二桁、これから三桁 Sayonara Nikita, Korekara Sanketa) |

| 1. "Ultimative Angreb" (編め必殺技 Amehissatsuwaza) 2. "Pigen ved navn Mei Hatsume" (発目明という女 Hatsume Mei to Iu Onna) 3. "I den syvende himmel" (回想 Kaisō) 4. "Prøven" (𝚃𝙷𝙴 試験 Za Shiken) 5. "Hurtighedens Kamp! Vis hvad I kan!" (白熱!各々の実力! Hakunetsu! Onōno no Jitsuryoku!) 6. "Shiketsu High Lurer" (這い寄る士傑高校 Haiyoru Shiketsu Kōkō) 7. "Klasse 1-A" (𝟷年𝙰組 Ichi-nen Ē-gumi) 8. "Denki Kaminaris Tanker" (上鳴電気の思うこと Kaminari Denki no Omoukoto) 9. "Fart!" (Rush) |

| 1. "Redningsøvelse" (救助演習 Kyūjo Enshū) 2. "Redningsøvelse Fortsat" (続·救助演習 Zoku·Kyūjo Enshū) 3. "En Ulmende Begyndelse" (燻りビギニング Kusuburi Biginingu, "Smoldering Beginning") 4. "Hva' Har I Gang I?" (何をしてんだよ Nani o Shitenda yo) 5. "Prøvens Følge" (試験その後に Shiken Sonoatoni) 6. "Resultaternes Følge" (合否その後に Gōhi Sonoatoni) 7. "Sluppet Løs" (アンリーシュド Anrīshudo) 8. "Mødet I Tartarus" (挨拶タルタロス Aisatsu Tarutarosu) 9. "En Snak om Dit Træk" (てめェの"個性"の話だ Temee no "Kosei" no Hanashida) 10. "Meningsløs Kamp" (意味のない戦い) |

| 1. "Deku vs. Kacchan, del 2" (デクVSかっちゃん2 Deku Bāsasu Kacchan 2) 2. "De Tre" (三人 San'nin) 3. "Andet Semesters Åbningsceremoni" (後期業式 Kōki-gyō-shiki) 4. "En Sæson For Møder" (出会いの季節 Deai no Kisetsu) 5. "Uforlignelig" (無敵 Muteki) 6. "Fare Forude!! Episode: Arbejdsstudier" (胎動!! EPエピソード:インターン Taidō!! Episōdo: Intān) 7. "Overhaul" (オーバーホール Ōbāhōru) 8. "Verden, Åben Op" (拓け世界 Hirake Sekai) 9. "Sir Nighteye og Midoriya Izuku og Mirio Togata og All Might" (サー・ナイトアイと緑谷出久と通形ミリオとオールマイト Sā Naitoai to Midoriya Izuku to Tōgata Mirio to Ōrumaito) 10. "Dreng møder..." (ボーイ・ミーツ... Bōi Mītsu...) |

| 1. "Eri" (エリ Eri) 2. "Lyt til Sandheden" (聞け真相 Kike Shinsō) 3. "En Kamp med Skæbnen" (抗う運命 Aragau Unmei) 4. "Planen" (計画 Keikaku) 5. "Følg med, Kirishima" (追え切島 Oe Kirishima) 6. "Kom så, Modige Red Riot" (ガッツだレッツラレッドライオット Gattsuda Rettsura Reddo Raiotto) 7. "En Ubehagelig Samtale" (嫌な話 Iyana Hanashi) 8. "I Nærmeste Fremtid" (間近!! Majika) 9. "Beherskelse!!" (阻止せよ!! Soshi seyo!!) |

| 1. "Afsted!!" (Go!!) 2. "Gys! Undergrundslabyrinten" (戦慄!!地下迷宮 Senritsu!! Chika Meikyū) 3. "Suneater af de Tre Store" (ビッグ3のサンイーター Biggu 3 no San'ītā) 4. "Hassaikai: Bag Scenen" (八斎衆:ビハインド Hassaishū: Bihaindo) 5. "Skjold og Skjold, Spyd og Skjold" (盾と盾と矛と盾 Tate to Tate to Hoko to Tate) 6. "Skal Vi Slås, Rappa?!" (勝負してみようや!! 乱波くん!! Shōbu shite miyou ya!! Rappa-kun!!) 7. "Red Riot, Del 1" (烈怒頼雄斗① Reddo Raiotto ①) 8. "Red Riot, Del 2" (烈怒頼雄斗② Reddo Raiotto ②) 9. "Vikartrup" (出向 Shukkō) 10. "Twoga!!" (トゥガイス!! Tūgaisu!!) |

| 1. "Unge Twogas Kvaler" ((若きトゥガイスの悩み Wakaki Tūgaisu no Nayami) 2. "Bliv Ikke Sur, Irinaka" (怒らないでよ入中くん Okoranaide yo Irinaka-kun) 3. "Mirio Togata" (通形ミリオ Tōgata Mirio) 4. "Mirio Togata!!" (通形ミリオ!! Tōgata Mirio!!) 5. "Lemillion" (ルミリオン Rumirion) 6. "Transformation!" (変身! Henshin!) 7. "Uforudset Håb" (見えない希望 Mienai Kibō) 8. "Frelsere, de Frelste og en Helts Plads" (救う人、救われる人、ヒーローの所在 Sukuu Hito, Sukuwareru Hito, Hīrō no Shozai) 9. "De Frelstes Kraft" (救われる人のチカラ Sukuwareru Hito no Chikara) 10. "Uendelig 100 Procent" (無限100% Mugen 100 Pāsento) |

| 1. "Chisakis forskruede medlidenhed" (治崎の異常な恩情 Chisaki no Ijōna Onjō) 2. "Det er slut!!" (終了!!!! Shūryō!!!!) 3. "Motorvej" (高速道路 Kōsokudōro) 4. "Lys fremtid" (明るい将来 Akarui Mirai) 5. "En passende én" (ふさわしき者 Fusawashiki Mono) 6. "Ulmende flammer" (くすぶる炎 Kusuburu honō) 7. "Masegaki" (マセガキ Masegaki) 8. "Vind de børns hjerter" (ブラットの心に勝つ Buratto no kokoro ni katsu) 9. "Vær stolte, licenseksaminander" (ホッコ仮免講習 Hokko Karimen Kōshū) 10. "Startlinjen for helt nummer ét" (No. 1 ヒーローのスタートライン Nanbā Wan Hīrō no Sutāto Rain) |

| 1. "The Strange Tale of Aoyama" (青山奇行篇 Aoyama kikō-hen) 2. "School Festival" (文化祭 Bunkasai) 3. "With Eri" (エリちゃんと Eri-chan to) 4. "Gentle and La Brava" (ジェントルとラブラバ Jentoru to Raburaba) 5. "Prepping for the School Festival is the Funnest Part (Part 1)" (文化祭って準備してる時が一番楽しいよね① Bunkasai tte Junbi shiteru Toki ga Ichiban Tanoshī yone①) 6. "Prepping for the School Festival is the Funnest Part (Part 2)" (文化祭って準備してる時が一番楽しいよね② Bunkasai tte Junbi shiteru Toki ga Ichiban Tanoshī yone②) 7. "Golden Tips Imperial" (ゴールドティップスインペリアル Gōrudo Tippusu Inperiaru) 8. "Morning, the Day of" (当日, 朝 Tōjitsu, Asa) 9. "Deku vs. Gentle Criminal" (デクVSジェントル・クリミナル Deku Bāsasu Jentoru Kuriminaru) 10. "At the Construction Site" (建設現場にて Kensetsu Genba nite) |

| 1. "The Woman Called La Brava" (ラブラバという女 Raburaba toiu Onna) 2. "School Festival Start!!" (開催文化祭!! Kaisai Bunkasai!!) 3. "Unbeknownst" (人知れず Tagatame) 4. "For Someone Else" (誰が為 Jentoru to Raburaba) 5. "Let it Flow! School Festival!" (垂れ流せ! 文化祭! Tare Nagase! Bunkasai!) 6. "Festival All Day Long!!" (終日!! 文化祭 Shūjitsu!! Bunkasai!!) 7. "Japanese Hero Billboard Chart" (ヒーロービルボードチャート JP Hīrō Birubōdo Chāto Jeipī) 8. "Wing Hero: Hawks" (ウィングヒーロー ホークス Uingu Hīrō Hōkusu) 9. "Endeavor and Hawks" (エンデヴァー&ホークス Endevā ando Hōkusu) 10. "Flaming Roar! Vs. Nomu: High-End" (燃えよ轟け！VS脳無：ハイエンド Moeyo Todoroke! Bāsasu Nōmu: Hai-Endo) 11. "Your Father, The Number One Hero" (父はNo.1ヒーロー Chichi wa Nanbā 1 Hīrō) |

| 1. "Why He Gets Back Up" (彼は何故立ち続けたか Kare wa Naze Tachi Tsuzuketa ka) 2. "His Start" (始まりの Hajimarino) 3. "Dabi, Hawks, Endeavor" (荼毘・ホークス・エンデヴァー Dabi Hōkusu Endevā) 4. "The Todoroki Family" (轟家 Todoroki-ke) 5. "Vestiges" (面影 Omokage) 6. "Cold Skies Over U.A. High!" (寒空! 雄英高校! Samuzora! Yūei Kōkō!) 7. "Clash! Class A vs. Class B!" (激突!A組VSB組 Gekitotsu! Ē-gumi bāsasu Bī-gumi) 8. "Make It Happen, Shinso!!" (それ行け心操くん！ Soreike Shinsō-kun!) 9. "Quaotic Quirkstravaganza" ("個性"ドンパチ大応酬 "Kosei" Donpachi Dai-ōshū) 10. "Know Where You Stand When It Counts!!" (必要!! 時には足止め現状把握! Hitsuyō!! Toki ni wa Ashitome Genjō Haaku!) 11. "Operation New Improv Moves!" (新技即興オペレーション! Shin-waza Sokkyō Operēshon!) 12. "Clever Commander!" (智将!! Chishō!!) |

| 1. "Foresight" (先を見据えて Saki o Misuete) 2. "Match 3" (第3セット Daisan Setto) 3. "Flexible! Juzo Honenuki!" (柔軟！骨抜柔造！ Jūnan! Honenuki Jūzō!) 4. "Tuning Up" (チューニング Chūningu) 5. "Detour" (遠回り Tōmawari) 6. "Match 3 Conclusion" (第３セット決着 Daisan Setto Ketchaku) 7. "Early Bird!" (先手必勝! Sente Hisshō!) 8. "Match 4 Conclusion" (第４セット決着 Daiyon Setto Ketchaku) 9. "Match 5 Start" (第５セットスタート Daigo Setto Sutāto) 10. "The One For All Dream" (ワン・フォー・オールの夢 Wan Fō Ōru no Yume) 11. "That Which is Inherited" (受け継ぐモノ Uketsugu Mono) 12. "That Which is Inherited, Part 2" (続・受け継ぐモノ Zoku Uketsugu Mono) |

| 1. "Realm of Souls" (魂の所在 Tamashii no Shozai) 2. "Our Brawl" (ぼくらの大乱戦 Bokura no Dairansen) 3. "Final Face-Off! Midoriya Vs. Shinso!" (最終局面！緑谷VS心操!! Saishū Kyokumen! Midoriya bāsasu Shinsō!!) 4. "Class A vs. Class B: Conclusion!" (決着! A組VSB組 Ketchaku! Ē-gumi bāsasu Bī-gumi) 5. "The New Power and All For One" (新しい力とオール・フォー・ワン Atarashī Chikara to Ōru Fō Wan) 6. "The Meta Liberation Army" (異能解放軍 Inō Kaihō-gun) 7. "Go, Slidin' Go!" (ゴー！スライディン・ゴー！ Gō! Suraidin Gō!) 8. "My Villain Academia" (僕のヴィランアカデミア Boku no Viran Akademia) 9. "Memento from All For One" (オール・フォー・ワンの置き土産 Ōru Fō Wan no Okimiyage) 10. "Tomura Shigaraki: Distortion" (死柄木弔：Distortion Shigaraki Tomura: Disutōshon) 11. "Cockroaches" (ゴキブリ Gokiburi) 12. "Revival Party" (再臨祭 Sairin-sai) |

| 1. "Interview with a Vampire" (インタビュー・ウィズ・ヴァンパイア Intabyū Wizu Vanpaia) 2. "Bloody Love" (愛の血 Koi no Chi) 3. "Sleepy" (眠い Nemui) 4. "Wounded Soul" (心の外傷 Kokoro no Gaishō) 5. "All It Takes Is One Bad Day" 6. "Sad Man's Parade" (サッドマンズパレード Saddo Manzu Parēdo) 7. "Path" (道 Michi) 8. "Meta Abilities and Quirks" (異能と"個性" Inō to "Kosei") 9. "Bright Future" (アカルイミライ Akarui Mirai) 10. "Destruction Sense" (壊覚 Kaikaku) 11. "Tenko Shimura: Origin" (志村転弧：オリジン Shimura Tenko: Orijin) |

| 1. "Tenko Shimura: Origin, Part 2" (志村転弧：オリジン2 Shimura Tenko: Orijin 2) 2. "Tomura Shigaraki: Origin" (死柄木弔：オリジン Shigaraki Tomura: Orijin) 3. "Liberation" (解放 Kaho) 4. "Successor" (後継 Kōkei) 5. "Power" (力 Chikara) 6. "Do That Interview!" (受け応えろ！インタビュー Ukekotaero! Intabyū) 7. "Have a Merry Christmas!" (メリれ！クリスマス! Merire! Kurisumasu!) 8. "Off to Endeavor's Agency!" (いざ！エンデヴァー事務所! Iza! Endevā Jimusho!) 9. "Recommended Reading" (オススメ Osusume) 10. "Rise to Action" (決起 Kekki) 11. "Message" (メッセージ Messēji) |

| 1. "Status Report!" (語れ！現状 Katare! Genjō!) 2. "One Thing at a Time" (一つ一つ Hitotsu hitotsu) 3. "The Hellish Todoroki Family" (地獄の轟くん家 Jigoku no Todoroki-kun-ka) 4. "Ending" (エンディング Endingu) 5. "Just One Week" (一週間 Isshūkan) 6. "The Unforgiven" (許されざる者 Yurusarezarumono) 7. "Shirakumo" (白雲 Shirakumo) 8. "More of a Hero Than Anyone" (誰よりもおまえはヒーローに Dare Yori mo Omae wa Hīrō ni) 9. "Hero Hopeful" (ヒーロー志望 Hīrō Shibō) 10. "The High, Deep Blue Sky" (空、高く群青 Sora, Takaku Gunjō) 11. "Pass It Forward, to Whomever" (紡げ、何者でも無く。 Tsumuge, nanimonode mo naku.) 12. "Friends" (仲間 Nakama) |

| 1. "A Quiet Beginning" (静かな始まり Shizukana Hajimari) 2. "Life's Work" (人生の全て Jinsei no Subete) 3. "High-Ends" ( ハイエンド Hai Endo) 4. "Miruko, the No.5 Hero" (No.5 のミルコさ Nanbā 5 no Miruko-san) 5. "I Wanna Be with You Guys!!" (皆といたいよー!!! Mina To Itaiyō!!!) 6. "One's Justice" (ワンズ ジャスティス Wanzu Jasutisu) 7. "Villains and Heroes" (敵とヒーロー Viran to Hīrō) 8. "Happy Life" (ハッピーライフ Happīraifu) 9. "Flames" (炎 Honō) |

| 1. "Scramble!" (スクランブル Sukuranburu) 2. "The Three of Us" (三人で San Ninde) 3. "Inheritance" (継けい承しょう Keishō) 4. "Dark Cloud" (ダーククラウド Dāku Kuraudo) 5. "Good Morning!" (お早う Ohayou!) 6. "The Thrill of Destruction" (破滅のボルテージ Hametsu no Borutēji) 7. "Search" (サーチ Sāchi) 8. "Encounter, Part 2" (エンカウンター2 Enkauntā 2) 9. "You Cheated...!" (「チートが…!」 Chīto ga…!) |

| 1. "Who...?" (誰だよ...? Dareda yo...?) 2. "Disaster Walker" (災害ウォーカー Saigai u~ōkā) 3. "League of Villains vs. U.A. Students" (敵連合VS雄英生 Viran Rengō Bui Esu Yūei Sei) 4. "Red Riot, Part 3" (烈怒頼雄斗③ Reddo Raiotto ③) 5. "Plus Ultra" 6. "Footfall of Destruction" (破壊の足音 Hakai no Ashiato) 7. "75" 8. "Deep Blue Battle" (群ぐん青じょうバトル Gunjō Batoru) 9. "Katsuki Bakugo Rising" (爆豪勝己：ライジング Bakugō Katsuki: Raijingu) |

| 1. "The One Within Us" (僕ぼくらの中なかの人ひと Bokura no Naka no Hito) 2. "Mistake" (間違い Machigai) 3. "Save Takeo!!" (助たすけ出だせ!! タケオさん Tasukedase!! Takeo-san) 4. "Miss Candid and Miss Shut-Away" (アケスケちゃんとしまっとくちゃん Akesuke-chan to shimattoku-chan) 5. "Dabi's Dance" (ダビダンス Dabi Dansu) 6. "Thanks for Going Strong" (元気でいてくれてありがとう Genki deite kurete arigatō) 7. "Threads of Hope" (一縷の希望たち Ichiru no Kibō-tachi) 8. "Hero-Saturated Society" (ヒーロー飽和社会 Hīrō hōwa shakai) 9. "Final Performance" (ラストステージ Rasuto Sutēji) 10. "Tenacious" (しつこい Shitsukoi) |

| 1. "Hellish Hell" (極々、地獄 Gokukoku, Jigoku) 2. "Tartarus" (タルタロス Tarutarosu) 3. "Sounds of Collapse" (崩れゆく音 Kuzure Yuku Oto) 4. "Like Those Tragic Tales" (邦画の辛いヤツ Hōga no Tsurai Yatsu) 5. "The Hellish Todoroki Family, Part 2" (地獄の轟くん家 2 Jigoku no Todoroki-kun-chi 2) 6. "The Wrong Way to Put Out a Fire, Part 1" (火の不始末 前編 Hi no Fushimatsu Zenpen) 7. "The Wrong Way to Put Out a Fire, Part 2" (火の不始末 後編 Hi no Fushimatsu Kōhen) 8. "Top Three" (トップ 3 Toppu Surī) 9. "Izuku Midoriya and Toshinori Yagi" (緑谷出久と八木俊典 Midoriya Izuku to Yagi Toshinori) 10. "Izuku Midoriya and Tomura Shigaraki" (緑谷出久と死柄木弔 Midoriya Izuku to Shigaraki Tomura) 11. "The Final Act Begins" (終章開幕 Shūshō Kaimaku) |

| 1. "Been A While!!" (おひさ!! O Hisa!!) 2. "Full Power!!" (全力!! Zenryoku!!) 3. "Can't Be a Child Anymore" ( 子どもじゃいられない Kodomo ja Irarenai) 4. "Masters and Pupil" (師と弟子 Shi to Deshi) 5. "Here We Go!!" (来た!! Kita!!) 6. "Hired Gun" (刺客 Shikaku) 7. "High-Speed Long-Range Mobile Cannon" (高速移動長距離砲台 Kōsoku Idō Chōkyori Hōdai) 8. "The Lovely Lady Nagant" (麗しきレディ・ナガン Uruwashiki Redi Nagan) 9. "Platitudes" (綺麗事 Kirei Goto) 10. "Your Turn" (THE NEXT Za Nekusuto) 11. "Scars, Blood, Filth" (傷、血、泥 Kizu, Chi, Doro) 12. "Reckless" (ヤミクモ Yamikumo) |

| 1. "Friend" (友だち Tomodachi) 2. "Deku vs. Class A" (デク VS A組 Deku Bāsasu Ē-gumi) 3. "From Class A to One For All" (A組からOFAへ Ē-Gumi kara Wan Fō Ōru e) 4. "Great Explosion Murder God Dynamight" (大•爆•殺•神ダイナマイト Daibakusatsu-Shin Dainamaito) 5. "That Single Step" (一歩 Ippo) 6. "A Young Woman's Declaration" (未成年の主張 Miseinen no Shuchō) 7. "The Bonds of One For All" (つながるOFA Tsunagaru Wan Fō Ōru) 8. "Who Are You Really?" (お前は誰だ Omae wa Dareda) 9. "Rest!!" (REST!!! Resuto!!!) 10. "No Man Is an Island" (つながるつながる Tsunagaru Tsunagaru) |

| 1. "In the Nick of Time, a Big-Time Maverick from the West!" (欧米ギリギリ!! ぶっちぎりの凄い奴 Ōbei Girigiri!! Butchigiri no Sugoi Yatsu) 2. "Me and Myself" (俺と僕 Ore to Boku) 3. "United States of America" (アメリカ Amerika) 4. "State-of-the-Art Hypersonic Intercontinental Cruise..." (型極超音速大陸間巡航 Shingata Gokuchōonsoku Tairiku-kan Junkō) 5. "Specter" (亡霊 Bōrei) 6. "Parting Gift" (置おき土産みやげ Oki Miyage) 7. "Zygotes" (有精卵 Yūseiran) 8. "Villain" (敵 Viran) 9. "A Disposable Life" (使い捨ての人生を Tsukaisute no Jinsei o) 10. "The Story of How We All Became Heroes, Part 1" (皆がヒーローになるまでの物語① Min'na ga Hīrō ni naru made no Monogatari ①) 11. "The Story of How We All Became Heroes, Part 2" (皆がヒーローになるまでの物語② Min'na ga Hīrō ni naru made no Monogatari ②) |

| 1. "The Story of How We All Became Heroes, Part 3" (皆がヒーローになるまでの物語③ Min'na ga Hīrō ni naru made no Monogatari ③) 2. "The Story of How We All Became Heroes, Part -1" (皆がヒーローになるまでの物語−① Min'na ga Hīrō ni naru made no Monogatari Mainasu ①) 3. "The Extreme Quiet Before the Storm" (嵐の前の超静けさ Arashi no Mae no Chō Shizukesa) 4. "Let You Down" 5. "Stars" (主役 Shuyaku) 6. "Division" 7. "Super Hyper Unfair Broken Stage" (スーパーハイパークソハメステージ Sūpā Haipā Kuso Hame Sutēji) 8. "Inflation" 9. "Unrequited" (失恋 Shitsuren) 10. "Battle Flame" 11. "Bound to a Fiery Fate" (エン En) |

| 1. "Two Flashfires" (二つの赫灼 Futatsu no Kakushaku) 2. "Ultimate Moves" (必殺技 Hissatsuwaza) 3. "Endeavor" 4. "Oopsie Daisy!!" (ここだ!! Kokoda!!) 5. "Extras" 6. "Regarding the Enemy" (敵について Teki ni Tsuite) 7. "Wounded Hero, Burning Bright and True!!" (焼身照命!! 手負いのヒーロー Shōshin Shōmei!! Teoi no Hīrō) 8. "The Guy Who's Made Some Progress" (ちょっと進んだ男 Chotto Susunda Otoko) 9. "Place of Learning" (学び舎 Manabiya) 10. "Despite It All..." (それでも Soredemo) 11. "Abnormal Happenings" (異変 Ihen) 12. "Light Fades to Rain" |

| 1. "Those Who Defend, Those Who Violate" (禦ぐ者と侵す者 Fusegu Mono to Okasu Mono) 2. "Why We Wield Power" (何の為に力を使う Nan to Tame ni Chikara o Tsukau) 3. "No. 4 and No. 5" (No.4とNo.5 Nanbā 4 to Nanbā 5) 4. "Full Moon" (桃 Momo) 5. "Deku vs. All For One" (デク VS AFO Deku Bāsasu Ōru Fō Wan) 6. "Rev Up, One For All" (唸れ OFA Unare Wan Fō Ōru) 7. "A Chain of Events, Across the Ages" (連なる星霜 Tsuranaru Seisō) 8. "HIStory" 9. "Together with Shoji" (しょーじくんといっしょ。 Shōji-kun to Issho.) 10. "Naked" 11. "Friends" 12. "Butterfly Effect" |

| 1. "Chaotic Confusion" (滅茶苦茶 Mechakucha) 2. "On Knife's Edge" (花に嵐 Hana ni Arashi) 3. "The Chain Thus Far" (ここに至るまでの連なり Koko ni Itaru made no Tsuranari) 4. "The Story of How We All Became Heroes, Part 4" (皆がヒーローになるまでの物語④ Min'na ga Hīrō ni naru made no Monogatari ④) 5. "Hopes" 6. "A Skosh" (カンイチ Kan'ichi) 7. "Dark" (闇 Yami) 8. "Don't Let Him Go" (行かせない!! Ika Senai!!) 9. "Meek Spirits" (小さな心 Chīsana Kokoro) 10. "It's a Small World" 11. "The Impulses of Youth" (若き衝動 Wakaki Shōdō) 12. "I AM HERE" |

| 1. "Congealing" (煮凝り Nikogori) 2. "Toya" (燈矢 Tōya) 3. "Assurance and Prayers" (安心と祈り Anshin to Inori) 4. "Shoto Todoroki Rising" (轟焦凍: ライジング Todoroki Shōto: Raijingu) 5. "Rejecting the World" (拒んだ世界 Kobanda Sekai) 6. "Villain Name" (ヴィラン名 Viran Mei) 7. "A Girl's Ego" (少女のエゴ Shōjo no Ego) 8. "Ochako Uraraka vs. Himiko Toga" (麗日お茶子ＶＳ渡我被身子 Uraraka Ochako VS Toga Himiko) 9. "Built Upon the Joy of Others" (幸せの上に Shiawase no Ue ni) 10. "Battle Without a Quirk" ("個性"無き戦い "Kosei" Naki Tatakai) 11. "Trash Cleanup" (ゴミ拾い Gomihiroi) 12. "Toshinori Yagi: Rising/Origin" (八木俊典：ライジングオリジン Yagi Toshinori: Raijinguorijin) |

| 1. "Organic, Mingling Clusters of Light" (有機交流電燈 Yūki Kōryū Dentō) 2. "Beyond Limits" (限界を Genkai o) 3. "The Lunatic" 4. "The Tearful Days" 5. "The End of an Era, and..." 6. "We Love You, All Might!!" (大好き！！ オールマイト！！ Daisuki!! Ōru Maito!!) 7. "The Final Boss!!" (ラスボス!! Rasubosu!!) 8. "Get a Grip on Your Quirk!!" (掴め!!おまえの"個性" Tsukame!! Omae no "kosei") 9. "An Exceptional Child" (超常遺児 Chōjō iji) 10. "The Eyes Tell All!!" (努努!! GANRIKI Yumeyume!! GANRIKI) 11. "Quirk: Explosion!!" ("個性"!!爆破!! "Kosei"!! Bakuha!!) 12. "Farewell, All For One!!" (さらば! オール・フォー・ワン Saraba! Ōru Fō Wan) |

| 1. "History's Greatest Villain" (史上最悪の敵 Shijō Saiaku no Viran) 2. "History's Maddest Hero" (史上最狂のヒーロ Shijō Saikyō no Hīrō) 3. "Leaden Mass" (鉛の塊 Namari no Katamari) 4. "Overlay" (オーバーレイ Ōbārei) 5. "Rejection" (拒絶 Kyozetsu) 6. "Wrench It Open, Izuku Midoriya!!" (こじ開けろ! 緑谷出久!! Kojiakero! Midoriya Izuku!!) 7. "Shimura" (志村 Shimura) 8. "From Midoriya to Shimura" (緑谷から志村へ Midoriya kara Shimura e) 9. "Design" 10. "From Aizawa" (相澤くんから Aizawa-kun kara) 11. "We Are Here" 12. "Izuku Midoriya Rising" (緑谷出久：ライジング Midoriya Izuku: Raijingu) |

| 1. "One For All vs. All For One" (OFA vs AFO Wan Fō Ōru Bāsasu Ōru Fō Wan) 2. "Epilogue" (エピローグ Epirōgu) 3. "Unseasonable" (季節外れの Kisetsuhazure no) 4. "The Hellish Todoroki Family: Final" (地獄の轟くん家・FINAL Jigoku no Todoroki-kun-chi Fainaru) 5. "Who Was Tomura Shigaraki, Really?" (死柄木弔とはなんだったのか Shigaraki Tomura to wa Nan Datta No Ka) 6. "The Girl Who Loves Smiles" (笑顔が好きな女の子 Egao Ga Sukina Onna No Ko) 7. "I Am Here" (私が来た! Watashi ga Kita!) 8. "My Hero Academia" (僕のヒーローアカデミア Boku no Hīrō Akademia) 9. "More" |